# ديميتري الدجال الثاني
ديميتري الدجال الثاني أو ديمتريوس الزائف الثاني (بالروسية: Лжедмитрий II) كان قيصر روسيا حتى وفاته في 11 ديسمبر 1610، وهو ثاني من ادعى أن يكون ديميتري إيفانوفيتش (بالروسية: Дмитрий Иванович)، الابن الأصغر للقيصر إيفان الرابع خلال زمن المحن.